# 1975年の日本公開映画
- 映画 > 映画の一覧 > 年度別日本公開映画 > 1975年の日本公開映画
- 映画 > 1975年の映画 > 1975年の日本公開映画

1975年の日本公開映画（1975ねんのにほんこうかいえいが）では、1975年（昭和50年）1月1日から同年12月31日までに日本で商業公開された映画の一覧を記載。作品名の右の丸括弧内は製作国を示す。
記載の凡例については年度別日本公開映画#凡例を参照

## 作品一覧

### 1月
- 11日
  - 最後の蒸気機関車 （ 日本）
  - ダイヤモンド・コネクション （ アメリカ合衆国）
- 15日
  - ゴールド （ イギリス）
  - ザ・カラテ3 電光石火 （ 日本）
  - 日本任侠道 激突篇 （ 日本）
- 25日
  - ザ・ファミリー （ アメリカ合衆国）
  - ドラゴンへの道 （ イギリス領香港）

### 2月
- 1日
  - 悪魔のいけにえ （ アメリカ合衆国）
  - 告訴せず （ 日本）
  - どてらい男 （ 日本）
- 8日
  - サブウェイ・パニック （ アメリカ合衆国）
- 15日
  - 赤いブーツの女 （ フランス /  イタリア）
  - 華麗なる復讐 （ イタリア）
  - 少林寺拳法 （ 日本）
  - 仁義の墓場 （ 日本）
  - 青春の門 （ 日本）
- 26日
  - 吸血の群れ （ アメリカ合衆国）

### 3月
- 1日
  - オデッサ・ファイル （ アメリカ合衆国）
  - ヘルスネーク （ 西ドイツ）
- 15日
  - 続・愛と誠 （ 日本）
  - クレイジーボーイ ミサイル珍作戦 （ フランス）
  - 対決 （ アメリカ合衆国）
  - 地球の頂上の島 （ アメリカ合衆国）
  - 東宝チャンピオンまつり
    - アグネスからの贈りもの （ 日本）
    - アルプスの少女ハイジ （ 日本）
    - はじめ人間ギャートルズ （ 日本）
    - サザエさん （ 日本）
    - 新八犬伝 （ 日本）
    - メカゴジラの逆襲

  - 吶喊 （ 日本）
  - ビューティフル・ピープル/ゆかいな仲間 （ アメリカ合衆国
- 21日
  - 雨のアムステルダム （ 日本）
  - ザッツ・エンタテインメント （ アメリカ合衆国）
  - ジャガーノート （ イギリス /  スペイン /  アメリカ合衆国）
  - ブルース・リーのグリーン・ホーネット （ アメリカ合衆国）
  - 東映まんがまつり
    - アンデルセン童話 にんぎょ姫 （ 日本）
    - 仮面ライダーアマゾン （ 日本）
    - がんばれ!!ロボコン （ 日本）
    - グレートマジンガー対ゲッターロボ （ 日本）
    - これがUFOだ!空飛ぶ円盤 （ 日本）
    - 魔女っ子メグちゃん 月よりの使者 （ 日本）

  - 別離 （ アメリカ合衆国）
- 29日
  - 新 おしゃれ泥棒 （ アメリカ合衆国）

### 4月
- 1日
  - ラヴィ・シャンカール わが魂の詩・ラーガ （ アメリカ合衆国）
- 5日
  - 愛人関係 （ フランス）
  - ウルフガイ 燃えろ狼男 （ 日本）
  - 櫛の火 （ 日本）
- 12日
  - 三億円をつかまえろ （ 日本）
  - スローターハウス5（ アメリカ合衆国）
  - チャイナタウン（ アメリカ合衆国）
  - ドラブル（ イギリス）
  - はだしの青春 （ 日本）
- 14日
  - 冒険者たち （ 日本）
- 19日
  - コンラック先生 （ アメリカ合衆国）
  - 処女の生血 （ アメリカ合衆国）
- 26日
  - お姐ちゃんお手やわらかに （ 日本）
  - 想い出のかたすみに （ 日本）
  - 華麗なる追跡 （ 日本）
  - 県警対組織暴力 （ 日本）
  - 潮騒 （ 日本）
  - スプーン一杯の幸せ （ 日本）
  - デアボリカ （ 日本 /  日本）

### 5月
- 17日
  - オリエント急行殺人事件 （ イギリス /  アメリカ合衆国）
- 24日
  - ある映画監督の生涯 私家版 溝口健二の記録 （ 日本）
  - スパイクス・ギャング （ アメリカ合衆国）
- 31日
  - ブレイクアウト （ アメリカ合衆国）
  - ロンゲスト・ヤード （ アメリカ合衆国）
  - 吾輩は猫である （ 日本）

### 6月
- 6日
  - メリーゴーランド （ イタリア）
- 7日
  - 悪魔の墓場 （ イタリア）
  - ウォーキング・トール （ アメリカ合衆国）
  - 球形の荒野 （ 日本）
  - 卒業試験 （ 西ドイツ）
  - 暴動島根刑務所 （ 日本）
  - わが青春のとき （ 日本）
- 14日
  - パララックス・ビュー （ アメリカ合衆国）
- 21日
  - 青い性 （ 日本）
  - 阿寒に果つ （ 日本）
  - アフリカの光 （ 日本）
  - 資金源強奪 （ 日本）
  - 実録・ベトナム戦争残虐史 （ 日本）
  - 人間解剖 （ スペイン /  アメリカ合衆国）
- 25日
  - バニシングin60″ （ アメリカ合衆国）
- 28日
  - タワーリング・インフェルノ （ アメリカ合衆国）

### 7月
- 1日
  - 異邦人の河 （ 日本）
  - 東京エマニエル夫人 （ 日本）
- 5日
  - 新幹線大爆破 （ 日本）
  - 魔術師 （ スウェーデン）
- 12日
  - おれの行く道 （ 日本）
- 11日
  - 鴎よ、きらめく海を見たか めぐり逢い （ 日本）
  - ガルシアの首 （ アメリカ合衆国）
  - がんばれ!若大将 （ 日本）
  - 奇跡の詩 （ アメリカ合衆国 /  イタリア）
  - 東京湾炎上 （ 日本）
- 15日
  - アラン・ドロンのゾロ （ イタリア）
- 19日
  - ジャン＝ポール・ベルモンドの恐怖に襲われた街 （ フランス）
  - 星の王子さま （ アメリカ合衆国）
  - ロビン・フッド （ アメリカ合衆国）
- 26日
  - 東映まんがまつり
    - 宇宙円盤大戦争 （ 日本）
    - 仮面ライダーストロンガー （ 日本）
    - がんばれ!!ロボコン ゆかいな仲間 （ 日本）
    - グレートマジンガー対ゲッターロボG 空中大激突 （ 日本）
    - ちびっ子レミと名犬カピより 家なき子 （ 日本）
    - 秘密戦隊ゴレンジャー （ 日本）
    - 野生のエルザ （ 日本） - ダイジェスト

  - ローラーボール （ アメリカ合衆国）

### 8月
- 2日
  - 青い山脈 （ 日本）
  - 男はつらいよ 寅次郎相合い傘 （ 日本）
  - ザ・ドリフターズのカモだ!!御用だ!! （ 日本）
  - ダブ （ アメリカ合衆国）
  - デルス・ウザーラ （ ソビエト連邦）
  - 花の高2トリオ 初恋時代 （ 日本）
- 9日
  - けんか空手 極真拳 （ 日本）
  - 続・青い体験 （ イタリア）
- 16日
  - おかしなおかしな高校教師 （ フランス）
  - 鬼の詩 （ 日本）
  - ファニー・レディ （ アメリカ合衆国）
- 23日
  - ブラニガン （ イギリス /  アメリカ合衆国）
- 30日
  - トラック野郎・御意見無用 （ 日本）

### 9月
- 6日
  - 金環蝕 （ 日本）
  - ザ・テイク/わいろ （ アメリカ合衆国 /  イギリス）
  - 潮騒 （ フランス /  イタリア）
  - 動脈列島 （ 日本）
  - フレンチ・コネクション2 （ アメリカ合衆国）
- 13日
  - 冬の光 （ スウェーデン）
- 20日
  - インモラル物語 （ アメリカ合衆国）
  - 男組 （ 日本）
  - ケープタウン （ イギリス）
- 27日
  - 愛のほほえみ （ イタリア）
  - いくたびか美しく燃え （ アメリカ合衆国）
  - 本陣殺人事件 （ 日本）
  - 砂のミラージュ　( ペルー)

### 10月
- 4日
  - 化石 （ 日本）
  - 弾丸を噛め （ アメリカ合衆国）
- 10日
  - ストリートファイター （ アメリカ合衆国）
  - ブロウアップ ヒデキ （ 日本）
- 18日
  - ダーティ・ハンター （ アメリカ合衆国）
- 25日
  - ドッキリ・ボーイ　窓拭き大騒動 （ イギリス）
  - レニー・ブルース （ アメリカ合衆国）
- 31日
  - ヤング・フランケンシュタイン （ アメリカ合衆国）

### 11月
- 1日
  - アイガー・サンクション （ アメリカ合衆国）
  - 愛の嵐 （ アメリカ合衆国 /  イタリア）
  - シャンプー （ アメリカ合衆国）
  - 新仁義なき戦い 組長の首 （ 日本）
  - 竹久夢二物語 恋する （ 日本）
  - はつ恋 （ 日本）
  - 陽のあたる坂道 （ 日本）
- 8日
  - ミスター・ノーボディ （ イタリア /  フランス /  西ドイツ）
- 15日
  - ブルーエンゼル （ アメリカ合衆国）
- 22日
  - アリスの恋 （ アメリカ合衆国）
  - 処女シルビア・クリステル/初体験 （ オランダ）
- 29日
  - コンドル （ アメリカ合衆国）
  - ジャン＝ポール・ベルモンドの交換結婚 （ フランス）
  - 秘録・太平洋戦争全史 （ 日本）
  - フリック・ストーリー （ フランス）

### 12月
- 1日
  - 魔笛 （ スウェーデン）
- 6日
  - 強盗放火殺人囚 （ 日本）
  - ジョーズ （ アメリカ合衆国）
  - 東京ディープスロート夫人 （ 日本）
- 13日
  - 暗闇にベルが鳴る （ カナダ）
  - ピンク・パンサー2 （ アメリカ合衆国）
- 20日
  - 悪魔の追跡 （ アメリカ合衆国）
  - あの空に太陽が （ アメリカ合衆国）
  - 絶唱 （ 日本）
  - 続エマニエル夫人 （ フランス）
  - 続ラブ・バッグ （ アメリカ合衆国）
  - 東映まんがまつり
    - アクマイザー3 （ 日本）
    - がんばれ!!ロボコン ムギョギョ!食いねェ （ 日本）
    - 秘密戦隊ゴレンジャー 青い大要塞 （ 日本）
    - UFOロボ グレンダイザー （ 日本）
    - マッチ売りの少女 （ 日本）

  - ドクサベージの大冒険 （ アメリカ合衆国）
  - 裸足のブルージン （ 日本）
  - ハリーとトント （ アメリカ合衆国）
  - マイ・ウェイ （ 南アフリカ共和国 /  イギリス）
- 24日
  - 濡れた欲情・ひらけ!チューリップ （ 日本）
- 27日
  - 男はつらいよ 葛飾立志篇 （ 日本）
  - 正義だ!味方だ!全員集合 （ 日本）
  - トラック野郎・爆走一番星 （ 日本）